# Ferroelektrischer Lautsprecher
Ein ferroelektrischer Lautsprecher ist eine Lautsprecherbauart, die als wesentlichen Funktionsträger einen Schallwandler aus einem ferroelektrischen Material wie Blei-Zirkonat-Titanat (PZT) oder einer anderen piezoelektrischen Keramik nutzt.

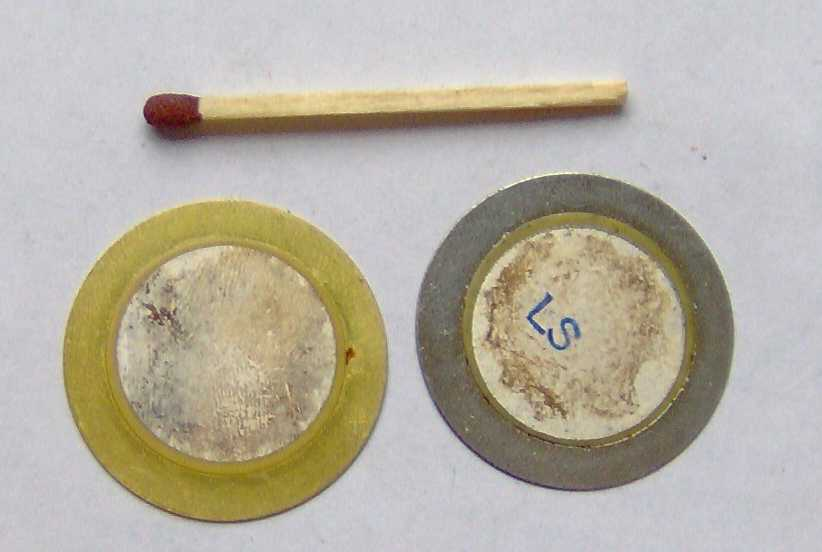
Piezoelektrische Membranen

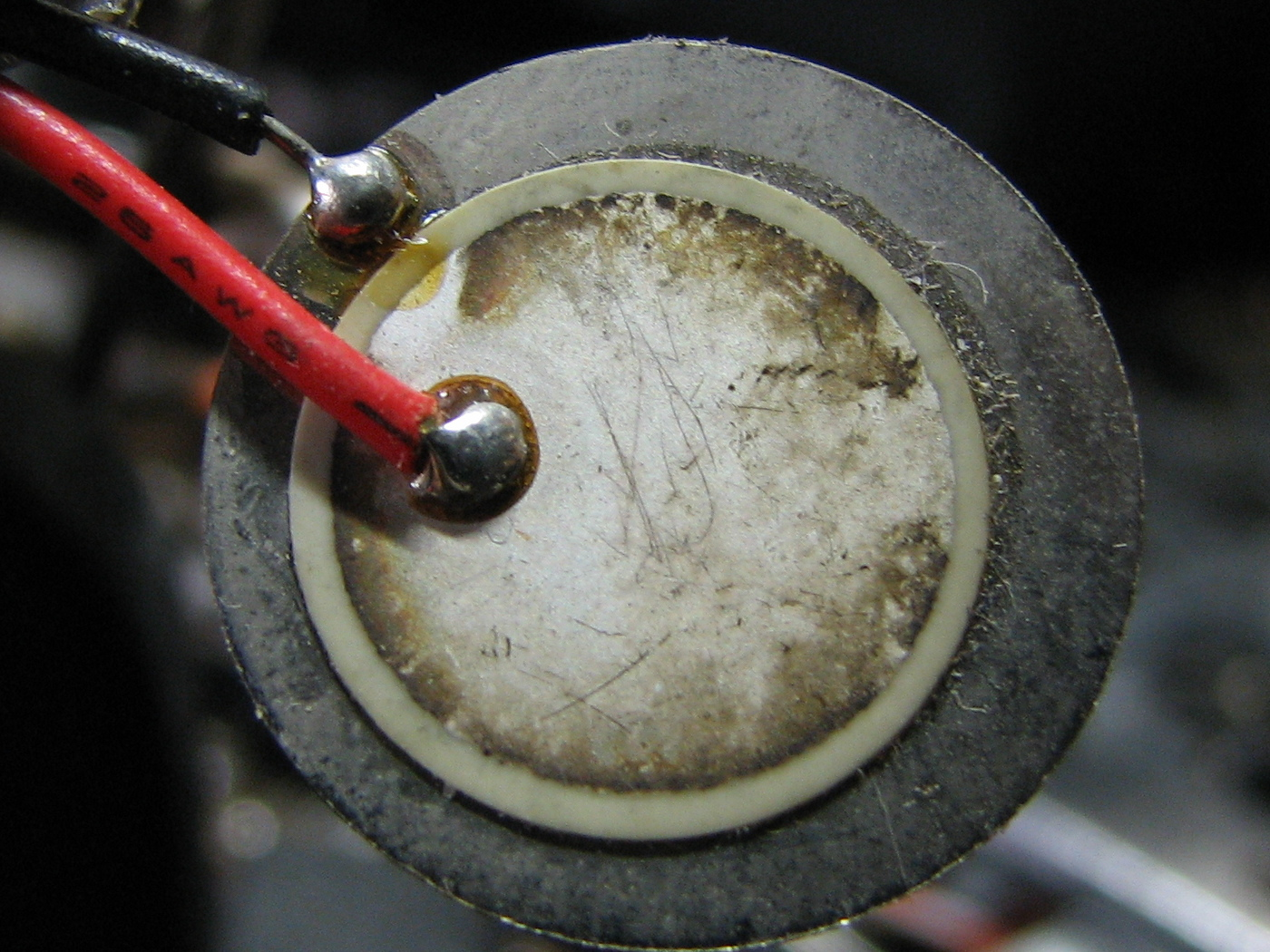
Membran mit angelöteten Leitungen

Sie werden daher auch Keramiklautsprecher oder nicht ganz zutreffend auch Piezolautsprecher oder Piezofon genannt.

## Funktionsweise

Funktionsprinzip

Durch Anlegen einer tonfrequenten elektrischen Spannung (zum Beispiel ein Audiosignal) an Elektroden auf dem Ferroelektrikum beginnt dieses sich im Rhythmus der Frequenz zu verformen. Diese Bewegung wird auf eine Membran übertragen, die dann direkt oder über ein Horn Schallwellen abstrahlt.
Ferroelektrische Lautsprecher stellen für den Verstärker weitgehend eine kapazitive Last dar, was jenen außergewöhnlich belastet. Die Belastbarkeit ferroelektrischer Lautsprecher wird nicht wie bei anderen Lautsprechern in Watt, sondern in Volt angegeben.

## Arbeitsbereich
- Frequenz: Die aus Masse und Elastizität des Ferroelektrikums resultierende Resonanzfrequenz und ihre Harmonischen führt zu einem wenig linearen Frequenzgang und aufgrund von Nichtlinearitäten kommt es zu unerwünschten Oberwellen. Die Steifigkeit bestimmt die untere Grenzfrequenz auf etwa 1 kHz. Ferroelektrische Lautsprecher haben oft einen eingebauten 6-dB-Hochpass, man kann sie jedoch auch ohne Weiche betreiben, wenn die zulässige Spannung nicht überschritten wird: tiefe Frequenzen unterhalb des Übertragungsbereiches führen nur zu einer geringen thermischen und mechanischen Belastung.
- Spannung: Oberhalb einer maximal zulässigen Spannung kommt es zu Durchschlägen des Ferroelektrikums, die zur Zerstörung führen. Bei gängigen Produkten beträgt die Belastbarkeit typischerweise etwa 25 Volt (Effektivwert).
- Polarität: Eine der Polaritäten der Ansteuerspannung führt zu Zugkräften im Ferroelektrikum, die dieses bei Überschreitung einer Grenzkraft zerstören. Die entgegengesetzte Polarität, die Druckkräfte verursacht, darf meistens um etwa den Faktor 10 höher sein. Das kann man durch Gegentaktansteuerung zweier Wandler ausnutzen. Diese Ansteuerung ist aber aufwendig und daher in der Praxis kaum zu finden, weil ferroelektrische Lautsprecher eher in günstigen Systemen eingesetzt werden.
- Temperatur: Durch dielektrische Verluste kommt es zu Temperaturerhöhungen. Ab einer gewissen Grenze kommt es zu Strukturschäden im Bauelement. Je nach Material verliert das Ferroelektrikum zwischen 80 °C und 150 °C vollständig seine ferroelektrischen Eigenschaften.

## Anwendungsbereiche
Typische Ferroelektrische Lautsprecher haben Resonanzfrequenzen im Bereich von 1…5 kHz, für Ultraschallanwendungen auch bis 100 kHz. Daher kann diese Lautsprecherart nur für den Mittel- /Hochtonbereich (0,5…100 kHz) verwendet werden.
Solche Wandler werden auch als Hochtöner gefertigt, sind aber für Hifi-Anwendungen nur eingeschränkt verwendbar, da sie ausgeprägte Eigenresonanzen und daher einen weniger ebenen Frequenzgang aufweisen als andere Hochtonlautsprecher.
Eine häufige Anwendung sind Piezosirenen oder Piezofone (Ersatz für Summer) als akustischer Signalgeber, z. B. auf Computer-Hauptplatinen. Diese arbeiten in der Nähe ihrer Eigenresonanz und haben teilweise Rückkopplungselektroden und einen damit angesteuerten, eingebauten Treibertransistor. Um eine höhere Spannung zu erzeugen, wird oft eine Speicherdrossel eingesetzt.
Ultraschall-Entfernungssensoren oder Einparkhilfen verwenden ebenfalls diese Wandlerbauform, wobei der gleiche Schallwandler auch als Mikrofon benutzt wird.
Die geringe Baugröße und der niedrige Preis führt zu Anwendungen in preisgünstigen Telefonen und Mobiltelefonen.